# 華山謙
華山 謙（はなやま ゆずる、1939年6月30日 - 1985年12月25日）は、日本の土地問題研究学者。元東京工業大学教授。ダム補償問題や土地問題を中心に研究。博士（農学）（東京大学、1967年）。東京都生まれ。

## 略歴
- 1962年：東京大学農学部農業工学科卒業
- 1967年：東京大学大学院農学系研究科博士課程修了「ダム建設に伴う水没補償に関する研究」
- 1970年：東京大学農学部助手
- 1971年：東京工業大学助教授
- 1979年：東京工業大学教授
- 1985年12月25日：東京都中野区の氷川神社境内内の簡易トイレで灯油を被り火を点けて自殺。

## 著書

### 単著
- 『補償の理論と現実-ダム補償を中心に』（勁草書房、1969年）
- 『用地補償入門』（日本経済新聞社、1970年）
- 『環境政策を考える』（岩波書店、1978年）
- 『現代の土地政策』（朝日新聞社、1981年）
- 『用地補償の手引』（鹿島出版会、1982年）
- Land Market and Land Policy in a Metropolitan Area- A Case Study of Tokyo, (Boston: Oelgeschlager, Gunn & Hain, 1986)

### 共著
- （新沢嘉芽統）『地価と土地政策』（岩波書店、1970年）（第2版、1976年）
- （布施徹志）『都市と水資源-水の政治経済学』（鹿島出版会、1977年）

### 訳書
- ウィリアム・H・ホワイト『都市とオープンスペース』（鹿島研究所出版会、1971年）
- K・コーツ『生活の質-環境問題と社会主義』（岩波書店、1981年）

## 学会活動・社会活動
- 日本不動産学会（設立発起人の一人）
- 日本計画行政学会
- 農村計画学会
- 日本都市計画学会
- 農業土木学会
- 公害研究編集同人
- 建設省住宅宅地審議会専門委員
- 河川審議会専門委員
- 東京湾フォーラム委員会代表